# Stitch Encounter
Stitch Encounter is een attractie in de attractieparken Walt Disney Studios Park (onder de naam Stitch Live!), Tokyo Disneyland en Shanghai Disneyland. Het is een interactieve film waarin gasten kunnen interacteren met het figuur Stitch uit de film Lilo & Stitch. Stitch Encounter is tevens een attractie geweest in Hong Kong Disneyland; deze is op 2 mei 2016 echter gesloten om daarna vervangen te worden door de Star Wars: Command Post.
In het Walt Disney Studios Park is deze attractie geplaatst ter gelegenheid van het 15-jarig bestaan van Disneyland Paris.
De voorstelling duurt ongeveer 15 minuten.